# ISO 3166-2:FR
ISO 3166-2: FR é o subconjunto de códigos definidos em ISO 3166-2, parte do padrão ISO 3166 publicado pela Organização Internacional para Padronização (ISO), para os nomes das principais subdivisões da França.
Atualmente, para a França, os códigos ISO 3166-2 são definidos para as seguintes subdivisões:  
- França metropolitana (dois níveis): 22 regiões metropolitanas (assim como eram antes de 1 de janeiro de 2016, quando as regiões metropolitanas reorganizaram-se para um novo total de 13 regiões, ainda não codificadas pela ISO 3166-2)
- 96 departamentos metropolitanos (assim como eram antes de 1 de Janeiro de 2015, quando um departamento era dividido em duas partes, sendo uma delas uma metrópole e não um departamento: as duas novas entidades ainda não estão codificadas na ISO 3166-2)
- Ultramarinos: 5 departamentos ultramarinos, 1 dependência e 7 colectividades territoriais ultramarinas

Cada código consiste em duas partes, separadas por um hífen. A primeira parte é FR, o código ISO 3166-1 alfa-2 da França. A segunda parte é uma das seguintes:
- Uma letra (A-V): regiões metropolitanas
- Dois dígitos ou um dígito seguido de uma letra: departamentos metropolitanos
- Duas letras: departamentos ultramarinos, dependência e coletividades territoriais ultramarinas

Utiliza-se os códigos INSEE para os departamentos metropolitanos atualmente utilizados nos códigos postais e em placas de matrícula até 2009.
Os códigos INSEE são atribuídos da seguinte forma:
- 01-89 (exceto 20): departamentos criados antes do século XX, atribuídos em ordem alfabética (prefixos na forma de "Bas-" e "Haute-" são ignorados), exceto Paris e Yvelines, que substituíram os departamentos anteriores de Sena e Seine-Et-Oise, respectivamente, após a reorganização da região de Paris em 1968
- 90: Território de Belfort, que recebeu o status de departamento em 1922
- 91-95: departamentos criados após a reorganização da região de Paris em 1968
- 2A e 2B: Córsega do Sul e Alta Córsega, que foram criados após a divisão da Córsega em 1975, cujo código INSEE era 20

Os códigos para os departamentos ultramarinos, a dependência e as colectividades territoriais ultramarinas utilizam os seus códigos ISO 3166-1 alfa-2.

## Códigos atuais
Códigos ISO 3166 e nomes das subdivisões estão listados como publicado pela Maintenance Agency (ISO 3166/MA). As colunas podem ser classificadas clicando nos respectivos botões.

### Regiões metropolitanas (após 1º de janeiro de 2016)
| Código | Nome da subdivisão               |
| ------ | -------------------------------- |
| FR-ARA | Auvérnia-Ródano-Alpes            |
| FR-BFC | Borgonha-Franco-Condado          |
| FR-BRE | Bretanha                         |
| FR-CVL | Centro-Vale do Loire             |
| FR-COR | Córsega                          |
| FR-GES | Alsácia-Champanha-Ardenas-Lorena |
| FR-HDF | Altos da França                  |
| FR-IDF | Ilha de França                   |
| FR-NOR | Normandia                        |
| FR-NAQ | Nova-Aquitânia                   |
| FR-OCC | Occitânia                        |
| FR-PDL | País do Loire                    |
| FR-PAC | Provença-Alpes-Costa Azul        |

### Antes de 1º de janeiro de 2016
| Código | Nome da subdivisão        |
| ------ | ------------------------- |
| FR-A   | Alsace                    |
| FR-B   | Aquitânia                 |
| FR-C   | Auvergne                  |
| FR-P   | Baixa Normandia           |
| FR-D   | Borgonha                  |
| FR-E   | Bretanha                  |
| FR-F   | Centro-Vale do Loire      |
| FR-G   | Champagne-Ardenne         |
| FR-H   | Córsega                   |
| FR-I   | Franco-Condado            |
| FR-Q   | Alta Normandia            |
| FR-J   | Île-de-France             |
| FR-K   | Languedoc-Roussillon      |
| FR-L   | Limousin                  |
| FR-M   | Lorraine                  |
| FR-N   | Midi-Pyrénées             |
| FR-O   | Nord-Pas-de-Calais        |
| FR-R   | País do Loire             |
| FR-S   | Picardia                  |
| FR-T   | Poitou-Charentes          |
| FR-U   | Provença-Alpes-Costa Azul |
| FR-V   | Rhône-Alpes               |

### Departamentos ultramarinos
| Código | Subdivisão nome |
| ------ | --------------- |
| FR-GP  | Guadalupe       |
| FR-GF  | Guiana Francesa |
| FR-MQ  | Martinica       |
| FR-YT  | Mayotte         |
| FR-RE  | Reunião         |

### Departamentos metropolitanos

Mapa da França metropolitana, com cada departamento rotulados com a segunda parte do seu código ISO 3166-2 (área em torno de Paris mostrada na inserção).

| Código        | Nome da subdivisão               | Na região metropolitana |
| ------------- | -------------------------------- | ----------------------- |
| FR-01         | Ain                              | V                       |
| FR-02         | Aisne                            | S                       |
| FR-03         | Allier                           | C                       |
| FR-04         | Alpes-de-Haute-Provence          | U                       |
| FR-06         | Alpes-Maritimes                  | U                       |
| FR-07         | Ardèche                          | V                       |
| FR-08         | Ardennes                         | G                       |
| FR-09         | Ariège                           | N                       |
| FR-10         | Aube                             | G                       |
| FR-11         | Aude                             | K                       |
| FR-12         | Aveyron                          | N                       |
| FR-67         | Bas-Rhin                         | A                       |
| FR-13         | Bouches-du-Rhône                 | U                       |
| FR-14         | Calvados                         | P                       |
| FR-15         | Cantal                           | C                       |
| FR-16         | Charente                         | T                       |
| FR-17         | Charente-Maritime                | T                       |
| FR-18         | Cher                             | F                       |
| FR-19         | Corrèze                          | L                       |
| FR-2A         | Corse-du-Sud                     | H                       |
| FR-21         | Côte-d'Or                        | D                       |
| FR-22         | Côtes-d'Armor                    | E                       |
| FR-23         | Creuse                           | L                       |
| FR-79         | Deux-Sèvres                      | T                       |
| FR-24         | Dordogne                         | B                       |
| FR-25         | Doubs                            | I                       |
| FR-26         | Drôme                            | V                       |
| FR-91         | Essonne                          | J                       |
| FR-27         | Eure                             | Q                       |
| FR-28         | Eure-et-Loir                     | F                       |
| FR-29         | Finistère                        | E                       |
| FR-30         | Gard                             | K                       |
| FR-32         | Gers                             | N                       |
| FR-33         | Gironde                          | B                       |
| FR-20B !FR-2B | Haute-Corse                      | H                       |
| FR-31         | Haute-Garonne                    | N                       |
| FR-43         | Haute-Loire                      | C                       |
| FR-52         | Haute-Marne                      | G                       |
| FR-05         | Haute-sAlpes !Hautes-Alpes       | U                       |
| FR-70         | Haute-Saone !Haute-Saône         | I                       |
| FR-74         | Haute-Savoie                     | V                       |
| FR-65         | Haute-sPyrénées !Hautes-Pyrénées | N                       |
| FR-87         | Haute-Vienne                     | L                       |
| FR-68         | HautRhin !Haut-Rhin              | A                       |
| FR-92         | Hauts-de-Seine                   | J                       |
| FR-34         | Hérault                          | K                       |
| FR-35         | Ille-et-Vilaine                  | E                       |
| FR-36         | Indre                            | F                       |
| FR-37         | Indre-et-Loire                   | F                       |
| FR-38         | Isère                            | V                       |
| FR-39         | Jura                             | I                       |
| FR-40         | Landes                           | B                       |
| FR-42         | Loire                            | V                       |
| FR-44         | Loire-Atlantique                 | R                       |
| FR-45         | Loiret                           | F                       |
| FR-41         | Loiret-Cher !Loir-et-Cher        | F                       |
| FR-46         | Lot                              | N                       |
| FR-47         | Lot-et-Garonne                   | B                       |
| FR-48         | Lozère                           | K                       |
| FR-49         | Maine-et-Loire                   | R                       |
| FR-50         | Manche                           | P                       |
| FR-51         | Marne                            | G                       |
| FR-53         | Mayenne                          | R                       |
| FR-54         | Meurthe-et-Moselle               | M                       |
| FR-55         | Meuse                            | M                       |
| FR-56         | Morbihan                         | E                       |
| FR-57         | Moselle                          | M                       |
| FR-58         | Nièvre                           | D                       |
| FR-59         | Nord                             | O                       |
| FR-60         | Oise                             | S                       |
| FR-61         | Orne                             | P                       |
| FR-75         | Paris                            | J                       |
| FR-62         | Pas-de-Calais                    | O                       |
| FR-63         | Puy-de-Dôme                      | C                       |
| FR-64         | Pyrénées-Atlantiques             | B                       |
| FR-66         | Pyrénées-Orientales              | K                       |
| FR-69         | Rhône                            | V                       |
| FR-71         | Saone-et-Loire !Saône-et-Loire   | D                       |
| FR-72         | Sarthe                           | R                       |
| FR-73         | Savoie                           | V                       |
| FR-77         | Seine-et-Marne                   | J                       |
| FR-76         | Seine-Maritime                   | Q                       |
| FR-93         | Seine-Saint-Denis                | J                       |
| FR-80         | Somme                            | S                       |
| FR-81         | Tarn                             | N                       |
| FR-82         | Tarn-et-Garonne                  | N                       |
| FR-90         | Territoire de Belfort            | I                       |
| FR-94         | Val-de-Marne                     | J                       |
| FR-95         | Val-dOise !Val-d'Oise            | J                       |
| FR-83         | Var                              | U                       |
| FR-84         | Vaucluse                         | U                       |
| FR-85         | Vendée                           | R                       |
| FR-86         | Vienne                           | T                       |
| FR-88         | Vosges                           | M                       |
| FR-89         | Yonne                            | D                       |
| FR-78         | Yvelines                         | J                       |

### Dependências e coletividades de ultramar
| Código | Nome da subdivisão                     | Categoria da subdivisão |
| ------ | -------------------------------------- | --- |
| FR-CP  | Ilha de Clipperton                     | dependência |
| FR-NC  | Nova Caledónia                         | coletividade de ultramar |
| FR-PF  | Polinésia Francesa                     | coletividade de ultramar |
| FR-BL  | São Bartolomeu                         | coletividade de ultramar |
| FR-MF  | Saint-Martin                           | coletividade de ultramar |
| FR-PM  | Saint-Pierre-et-Miquelon               | coletividade de ultramar |
| FR-TF  | Terras Austrais e Antárticas Francesas | A coletividade das Terras Austrais e Antárcticas Francesas (Terres australes et antarctiques françaises, em francês) inclui, como um de seus distritos, a Terra Adélia reivindicada pela França, na Antártida, mas como parte da Antártida que normalmente não é coberta pelo ISO 3166-1 TF ou código ISO 3166-2 FR-TF, mas pelo código ISO 3166-1 AQ. O termo francês Terras do Sul (Terres australes françaises, em francês), excetuando a Terra Adélia, é vezes utilizado por países e organizações que não reconhecem as reivindicações na Antártida. |
| FR-WF  | Wallis e Futuna                        | coletividade de ultramar |

## Subdivisões incluídas na norma ISO 3166-1
Além de ser incluídos como subdivisões da França na norma ISO 3166-2, os departamentos ultramarinos e as coletividades territoriais de ultramar também são oficialmente atribuídos por seus próprios códigos de país dentro da norma ISO 3166-1.
| Código | Nome da subdivisão                     | Código alpha-2 | Código ISO 3166-2 |
| ------ | -------------------------------------- | -------------- | ----------------- |
| FR-BL  | São Bartolomeu                         | BL             | ISO 3166-2:BL     |
| FR-GF  | Guiana Francesa                        | GF             | ISO 3166-2:GF     |
| FR-GP  | Guadalupe                              | GP             | ISO 3166-2:GP     |
| FR-MF  | São Martinho                           | MF             | ISO 3166-2:MF     |
| FR-MQ  | Martinica                              | MQ             | ISO 3166-2:MQ     |
| FR-NC  | Nova Caledónia                         | NC             | ISO 3166-2:NC     |
| FR-PF  | Polinésia Francesa                     | PF             | ISO 3166-2:PF     |
| FR-PM  | Saint Pierre e Miquelon                | PM             | ISO 3166-2:PM     |
| FR-RE  | Reunião                                | RE             | ISO 3166-2:RE     |
| FR-TF  | Terras Austrais e Antárticas Francesas | TF             | ISO 3166-2:TF     |
| FR-WF  | Wallis e Futuna                        | WF             | ISO 3166-2:WF     |
| FR-YT  | Mayotte                                | YT             | ISO 3166-2:YT     |

A dependência Ilha Clipperton (FR-CP) também possui seus códigos na norma ISO 3166-1 alpha-2  norma ISO 3166-1 alpha-2, código CP, excepcionalmente reservados a pedido da União Internacional de Telecomunicações.
Anteriormente, a França metropolitana (parte da França localizada na Europa) possuiu o seu próprio conjunto de códigos oficiais de país ISO 3166-1, com códigos alfa-2 FX, antes de ser excluído da ISO 3166-1. O código agora está excepcionalmente reservado, a pedido da França.

## Alterações
As seguintes alterações para a entrada foram anunciadas em boletins pela ISO 3166/MA desde a primeira publicação da ISO 3166-2, em 1998:
| Boletim informativo | Data de emissão                                               | Descrição da alteração no boletim                                                                | Código/Subdivisão de alteração                                                        |
| ------------------- | ------------------------------------------------------------- | ------------------------------------------------------------------------------------------------ | ------------------------------------------------------------------------------------- |
| Boletim I-2         | 21 de maio de 2002                                            | Correção do código FR-79, da região metropolitana                                                |                                                                                       |
| Boletim I-9         | 28 de novembro de 2007                                        | Subdivisões administrativas e de seus elementos de código                                        | Subdivisões adicionado: FR-CP Clipperton FR-BL Saint-Barthélemy FR-MF Saint-Martin    |
| Boletim II-1        | 3 de fevereiro de 2010 (corrigido em 19 de fevereiro de 2010) | Prefixo do código de país como o primeiro elemento, em ordem alfabética reordenação              |                                                                                       |
| Boletim II-3        | 13 de dezembro de 2011 (corrigido em 15 de dezembro de 2011)  | NL II-2, correção da organização administrativa de ultramar, alteração alfabética e reordenação. | Mudança de estado: FR-YT Mayotte, coletividade de ultramar → departamento ultramarino |